# 中国人民政治协商会议全国委员会机关事务管理局
中国人民政治协商会议全国委员会机关事务管理局（简称全国政协机关事务管理局），是中国人民政治协商会议全国委员会机关的工作部门之一，隶属中国人民政治协商会议全国委员会办公厅。

## 沿革
早先曾设有中国人民政治协商会议全国委员会办公厅行政管理局（简称全国政协办公厅行政管理局、行管局）。1990年代末，成立中国人民政治协商会议全国委员会机关事务管理局（简称全国政协机关事务管理局）。

## 机构设置
- 办公室（机关扶贫办公室）[4]
- 政府采购处[5]

……

## 历任领导
全国政协办公厅行政管理局
| 局长 - 孙怀山（1994年—？） | 副局长 |

全国政协机关事务管理局
| 局长 - 孙怀山（？—1999年，兼全国政协办公厅服务开发中心总经理（服务局局长）） …… - 王国卿（？—？） - 刘小宁（？—？） - 杨利群（？—） 巡视员 …… - 张振山（？—？） | 副局长 - 刘文江（？—？） …… - 石光（？—？） - 孙仲健（？—？） - 李燕西（？—？） 副巡视员 …… - 庄伟（？—？） - 丁筱珣（？—？） |